# Баррозелаш
Баррозелаш (порт. Barroselas) — район (фрегезия) в Португалии, входит в округ Виана-ду-Каштелу. Является составной частью муниципалитета Виана-ду-Каштелу. По старому административному делению входил в провинцию Минью. Входит в экономико-статистический субрегион Минью-Лима, который входит в Северный регион. Население составляет 3799 человек на 2001 год. Занимает площадь 7,47 км².
Покровителем района считается Апостол Пётр (порт. São Pedro).

## Интересные факты
- 2 мая 2010 года в Баррозелаше прошёл международный рок-фестиваль Thrash and Burn European Tour 2010[1].